# Taikungtaui ütközet
A taikungtaui ütközet egy kisebb tengeri összecsapás volt az első világháború elején egy brit és egy német hadihajó között a Sárga-tengeren lévő Taikungtau-sziget (mai Dagong-sziget) közelében, a német támaszponttal rendelkező Csingtao városától délre. A város kikötőjét blokád alatt tartó három brit rombolók észlelték az őrjáratáról visszatérőben lévő német S 90 jelű rombolót (torpedónaszádot) és megpróbálták elfogni, de közülük csak a Kennetnek sikerült lőtávolon belülre kerülni hozzá. A kialakuló párharcban a német hajó megrongálta brit ellenfelét, mely a parti ütegek közelébe érve feladta az üldözést, az S 90 pedig sértetlenül futhatott be a támaszpontra.

## Előzmények
Az első világháború kitörésekor a csingtaói német támaszponton nem voltak jelen a Kelet-ázsiai Hajóraj (Ostasiengeschwader) fő erejét adó cirkálók és Japán ellenséges magatartása miatt Spee tengernagy nem tervezte, hogy visszatér ide. Helyette inkább Dél-Amerika nyugati partjai felé vette az útját, ahol az antant sem rendelkezett támaszpontokkal és az ottani semleges országokban jó szénvételezési lehetőségek kínálkoztak.
A csingtaói támaszponton csak pár kisebb egység maradt csupán, néhány ágyúnaszád és torpedónaszád, melyek nem tudtak fellépni hatékonyan az antant blokádja ellen, de az őrjáratozási feladatokat még el tudták látni. A brit flotta a kínai állomáshelyén (China Station) lévő hajói közül a Vejhajvej támaszpontján tartózkodó és innen kifutó egységeivel igyekezett fenntartani ezt a blokádot, de a feladathoz nem rendelkeztek a kellő számú hajóval (összesen 2 cirkáló és 4 romboló állomásozott itt). Japán a hadba lépése után (augusztus 23.) átvette a német támaszpont elleni hadműveletek irányítását és a tengeri blokád fenntartása is az ő feladatkörükbe esett.
Az ezt megelőző napon, a brit blokád utolsó napján három River-osztályú brit romboló járőrözött a Csingtao előtti vizeken. Aznap délután 16:30-kor a Jaguar ágyúnaszádot az S 90 torpedónaszád (romboló) váltotta a kikötő külső révjénél az őrjáratozásban. 17:00-kor azt az utasítást kapta rádión a kormányzattól, hogy a Lauting gőzhajó aknatelepítési műveletét kell biztosítania a Taikungtau-sziget, egy Csingtaótól dél-délkeletre 6–7 km távolságban lévő sziget közelében 18:00-tól. Ebben az időpontban a torpedónaszád a sziget felé vette az irányt, hogy ott vegyen fel pozíciót az aknatelepítés biztosításához.

## Az összecsapás[1]

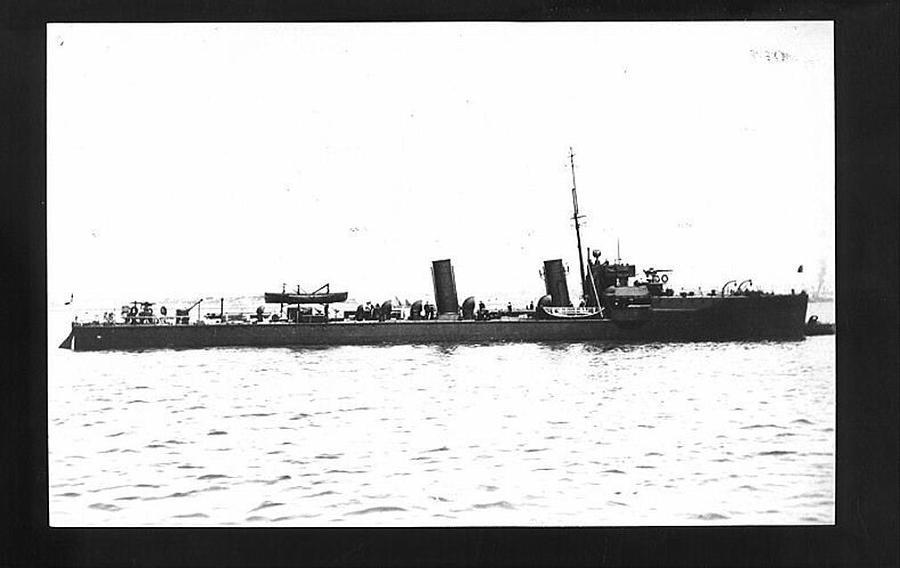
HMS Kennet

Pár perccel az irányváltás után a nyugati irányba haladó S 90-ről egy déli irányból közeledő hajót (a Kennetet) észleltek, mögötte pedig két szintén hajóktól származó füstfelhőt. A már látható hajóról az S 90-en először úgy vélték, hogy az egyik menetrend szerinti partmenti gőzös lehet, de 18:05-kor egyértelműen brit rombolóként azonosították be, mely nagy sebességgel haladt északi irányba, azzal a nyilvánvaló szándékkal, hogy elvágja a német egység támaszpontra visszavezető útját.
Az S 90 ekkor a bázishoz visszavezető északi irányra állt és a 12 csomós sebességét – tekintettel a régi hajtóműveinek állapotára – lassanként fokozni kezdte.
18:10-kor a Kennet 4000–5000 méter távolságból tüzet nyitott a 76 mm-es ágyúival. Az első lövedéke röviden érkezett le, a második túlszállt a célon. A harmadik próbálkozásra a britek már három ágyúval adtak le teljes sortüzet, melynek lövedékei röviden csapódtak az S 90 mellett a vízbe. A németek ekkor északnyugatiról észak-északnyugatira változtatták a haladási irányukat és ezt tartották is az összecsapás végéig. Közben ők is tüzet nyitottak a mögöttük a bal oldalon közelítő ellenségre két 5 cm-es lövegükkel és folyamatos gyorstüzeléssel lőttek. Saját megfigyeléseik alapján az egyik első lövésükkel sikerült eltalálniuk a brit rombolót a hídja magasságában. A német parancsnok jelentésében konkrétan csak erről az egy észlelt találatról tesz említést, de más források szerint több találat (2-6) is érte a briteket. Ugyanakkor a britek folyamatos sortüzei jól ültek, de találatot nem értek el egyet sem.
A német naszád helyzete fokozottan hátrányos volt. Az ellenfele egy pár évvel fiatalabb konstrukció volt, jóval erősebb tüzérséggel és jelentősen nagyobb végsebességgel, ráadásul kísérői is voltak. Amennyiben az S 90-et olyan sérülés éri, ami a sebességét csökkentette volna, akkor teljesen kilátástalan helyzetbe kerülhetett volna. Míg az S 90 átmenetileg maximum 20-21 csomós sebességre volt képes, addig a britek a 24 csomót is elérhették. Viszont a németek taktikai helyzete az előrébb való helyezkedés miatt előnyösebb volt és kisebb célpontként is szolgáltak az ellenség számára.

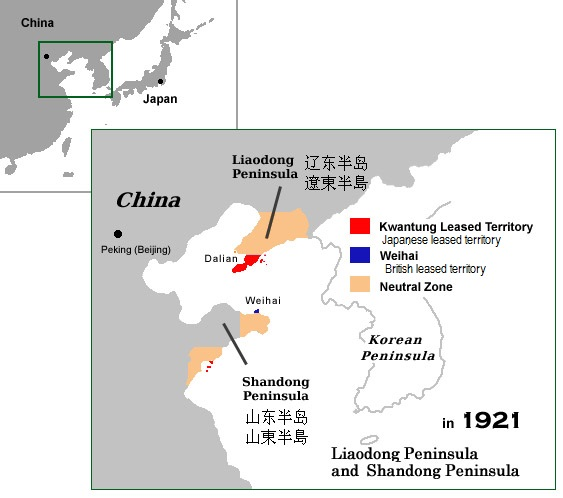
A Kvantung-territórium 1921- ben – A Santung-félsziget északkeleti részén kékkel jelölve Vejhaj brit támaszpontja, és a félsziget délnyugati részén piros színnel (már mint japán fennhatóság alatti terület) Csingtao látható

18:30-kor a nagyjából északnak tartó S 90 kb. 4500 méteres távolságra keletre elhaladt Csingtaótól kb. 6500 méterre délkeletre lévő Taikungtau-sziget mellett. Brit ellenfelének a sziget pont útjában volt, de azt szintén csak keletről kerülhette ki, mivel attól nyugatra számos szirt tette veszélyessé az útvonalat. Míg a jobbra való kanyarodással a szigetet kikerülte, addig csak az orrlövegével tarthatta tűz alatt a német hajót. Ezután igyekezett úgy helyezkedni, hogy ismét teljes sortüzeket lőhessen. Az S 90 ezután viszont már csak a hátulsó lövegét használhatta, mivel az első ágyúját már nem lehetett megfelelőképpen hátra fordítani.
	A britek a kikerülő manőver után ismét csökkenteni tudták a távolságot és a harc kezdetén elfoglalt helyzetükhöz képest 1200 méterrel kerültek közelebb a németekhez (2800-3000 méterre). 18.45-kor hagyta el a Kennet a Taikungtau-szigetet és a harcoló felek a Huitschenhuk erődhöz közeledtek. Mielőtt azonban az erőd lövegeinek a lőtávolságán belülre ért volna, a Kennet hírtelen éles fordulóba kezdett és a harcot megszakítva visszafordult a kísérői irányába, majd északnak haladva – Vejhajvej irányába – tűntek el a láthatáron.

## Az összecsapás mérlege
A mintegy 40 percig tartó harc során a Kennet 136, az S 90 pedig 262 lövedéket lőtt ki, emellett a britek elindítottak egy torpedót is (ezt német részről nem észlelték). A britek nem értek el egyetlen találatot sem, mindössze egy apró repeszdarab érte a német hajót. A német romboló által elért találatok számáról eltérő adatok találhatók a forrásokban (0, 1, 2 ill. 6). Legalább egy találatot biztosan elértek megrongálva a parancsnoki hidat és a jobb oldalon lévő 76 mm-es ágyút. A német értesülések szerint a támaszpontra visszatérő brit romboló elülső részét és első kéményét teljesen kilyuggatták a találatok és a repeszek. A személyzetének három tagja még az összecsapás során életét veszítette, 3 fő súlyosan, négy fő könnyebben sérült meg. A súlyos sérültek közül ketten hamarosan szintén belehaltak a sebesüléseikbe.
Ez az összecsapás volt az első a világháborúban egy brit és egy német hadihajó között, ami német taktikai győzelemmel végződött. Bár nem volt nagy jelentősége, megmutatta a német és a brit flotta között tapasztalható, későbbi összecsapások során is tapasztalható hatékonyságbeli különbséget. Papíron a brit hajónak rövid idő alatt meg kellett volna tudnia semmisíteni a jóval gyengébb ellenfelét. A német siker a háború tanúsága szerint vélhetőleg a magasabb fokú képzettségnek és gyakorlottságnak illetve a pontosabb lövegeknek volt köszönhető.

## Emlékezete
Az Európától távoli vizeken lezajlott kis erők közötti rövid összecsapásról a brit Naval Review magazin 1915 második negyedévi száma némileg kiszínezve adta elő a történteket. A propagandisztikus elemeket tartalmazó leírás szerint az S 90 egy part menti üteg lőtávolságán belülre csalta a brit rombolót, mely tüzet nyitott rá azonnal elérve rajta egy találatot és eszerint ez a 10,5 cm-es lövedék rongálta meg a jobb oldali ágyúját. Az ismertetés szerint az üldözésnek így is végül csak a Jaguar ágyúnaszád felbukkanása vetett véget és (a már három oldalról való fenyegetettség) késztette volna meghátrálásra a brit rombolót.
Mind a brit, mind a német háború utáni történetírás szentelt az eseménynek pár sort. Julian Corbett már torzítások nélkül – ugyanakkor a német romboló megnevezését mellőzve – a következőket jegyezte fel az összecsapásról:
„A brit blokád utolsó eseménye a KENNET romboló merész erőfeszítése volt egy 23-án (sic!) napnyugtakor a kikötőbe igyekvő német romboló elvágására. De lemaradt és nemcsak hogy az ellenség elmenekült, de közben olyannyira megbüntette a KENNETet, hogy az egyik lövege használhatatlanná vált, legénységének három tagja életét vesztette és hatan megsebesültek, közülük később ketten szintén elhunytak.”
Német részről a Krieg zur See Kelet-ázsiai Hajórajjal foglalkozó kötetében Erich Raeder a következőket írta:
„[1914 augusztus] 23-án (sic!) este Csingtao előtt összecsapásra került sor a német „S 90” torpedónaszád, [parancsnoka] Brunner sorhajóhadnagy, és az angol „Kennet” romboló között, mely annak igyekezett elvágni a kikötőbejárathoz vezető útját, a cselekedetével azonban három halottal, köztük a parancsnokkal, és hat sebesülttel fizetett meg, miközben az „S 90” sértetlen maradt.”
Háborús irodalom
A háború idején Kurt Küchler német író írt egy a kor szellemének megfelelő háborús regényt „Die Helden von S 90 und andere Erzählungen aus dem Weltkrieg” (Az S 90 hősei és más elbeszélések a világháborúból) címmel. Ugyanez a szerző „Die letzten Tage von Tsingtao” (Csingtao utolsó napjai) című művében is szentel két oldalt az eseménynek.

## Függelék – Jelentések az összecsapás után
„
A 10096/15 leirata
Titkos! 
Az S. M. S. 90 torpedónaszád ütközete

az angol Kennet rombolóval

1914. augusztus 22-én

Taikungtaunál (Csingtao)
Az ütközet előtt:
Az "S 90" augusztus 22-én d. u. 4 óra körül futott ki, hogy a külső rév biztosítását átvegye.

D. u. 4,30 órakor elhaladt az  S. M. S. "Jaguar" mellett, amely ezt a szolgálatot ezen a napon ellátta és éjszakára befutott [a kikötőbe]. A "Jaguar" ezt jelentette: "Nem észleltem semmit." 

Az "S. 90" nagy sebességgel haladt dél-délkeleti irányba Schalientauhoz közeledve, hogy előbb ebben az irányban végezzen felderítést.

5 óra körül szikratávírón a következő parancs érkezett a kormányzattól: "S 90 biztosítja a "Lauting" gőzös aknarakását Taikangtaunál, ami 6 órakor veszi kezdetét, ott marad az éjszaka, hogy a befutó gőzhajókat figyelmeztesse."

D. u. 5,30 órakor déli irányra állt [az S. 90], hogy ebben az irányban végezzen felderítést. A sebesség 12 tengeri mérföldre lett mérsékelve.

6 órakor irányváltás. A naszád nyugati irányt vett fel, hogy visszatérve Taikungtaunál vegyen fel a pozíciót. Röviddel ezen irányváltás után jómagam – a fényszóró platformján álltam – a bal oldalon, 4 vonásnyira [45°] hátrafelé egy déli irányból közelítő járművet vettem észre, mögötte még két füstfelhőt, melyek még nem látható járművektől kellett származzanak. A horizonton éppen felbukkanó sziluettje alapján a jármű a békeidőben Tsingtau és Haitschou között közlekedő partmenti gőzhajókéra hasonlított.

	6,05 órakor egyértelműen angol rombolóként azonosítottam, mely teljes sebességgel és É[szaki] irányba haladt, hogy elvágja a Csingtaóba visszavezető utamat. Röviddel 6 óra után nagy sebességre váltottam, most lassanként teljes sebességre fokoztam a haladást. Ugyanis az erősebb és gyorsabb, láthatólag több járművel is rendelkező ellenség szándékát meg akartam hiúsítani és ugyanakkor a "Lauting"-ot is figyelmeztetni akartam, amely 6 óra körül már hozzá kellett lásson az aknatelepítésnek.
Az ütközet kezdete:
Becslésem szerint az ellenségtől való távolság 4000 – 5000 méter volt. 6,10 órakor egy torkolattűz felvillanását észleltük. A lövés rövid volt, a következő lövés hosszú, majd egy 3 lövésből álló sortűz következett, mely rövid volt, de közel a naszádhoz csapódott be. Az ellenség belőtte magát.

	A nagyobb távolságváltozás érdekében és az ellenség további tüzének megnehezítéséért ekkor " 2 vonás jobbra " parancsot adtam ki és északnyugati irányról észak-északnyugati irányra váltottam. Ezt az irányt végig megtartottam.

	Közben a legénység a lövegek mellé lett rendelve. A tüzértiszt, Grosse tengerészhadnagy [Leutnant zur See] vette át a tűzvezetést. A bal oldali elülső, lövegparancsnoka Gräfe altiszt [Torp. Ob. Bootsmannsmaat], és a toronylöveg, lövegparancsnoka Kargus altiszt [Torp. Bootsmannsmaat], adtak le lövéseket.

	A tüzelés rendje [Feuerordnung] az ütközet körülményeinek megfelelően a legnagyobb lősebesség kihasználása melletti fokozott gyorstüzelés [Schnellfeuer] volt, ami nagy lőszerfelhasználással járt.

	A fedélzeten elhelyezett készenléti muníció hamar fel lett használva és ezért a muníciót a fűtők fedélközéről folyamatosan ki kellett egészíteni. Különösen nagy volt a lőszerfelhasználás a hátulsó lövegnél.

	Itt Häusser tartalékos tengerészfőhadnagy saját kezdeményezésére lépett fel és személyesen vezette a szabadőrségben lévő fűtőktől átvett lőszerkamrát, miközben maga is segédkezett és példájával lelkesítette a legénységet.
A két hajó összehasonlítása:
A harc a kezdetétől egyenlőtlen volt. Az ellenfél nagyobb (600 tonna az S.  90 400 tonnájával szemben) és gyorsabb. 24 tengeri mérfölddel haladt. Eközben az "S.  90" az összecsapás elején 18, legfeljebb 19 tengeri mérfölddel haladhatott.

A kazánok állapota, melyek a háború kezdete óta folyamatosan üzemben voltak, nem tette lehetővé a gőzszelepek teljes megnyitását az első pillanatban, mikor a hídról ki lett adva a "Legnagyobb sebesség" [Äußerste Kraft] parancs. Lehetséges volt, hogy a gőz ereje nagyon hamar visszaesik.

Amennyiben egyszer erősen visszaesne, akkor kizárt lenne, hogy a gőznyomást újra magasra fel lehetne vinni. A naszádnak nagy sebességgel [mit großer Fahrt], talán csak félerővel [mit halber Fahrt] kellett volna haladnia tovább.

A vezető gépész, Schäfer főgépész [Torp. Obermaschinisten] érdeme, hogy időben felismerte ezt a veszélyt. Azonnal a gép- és kazántermekbe sietett és parancsba adta, hogy ne használják fel az összes gőzerőt. Csak miután a tüzek hosszabb ideje rendesen átizzasztották a szenet, lehetett a teljes gőzerőt felhasználni és a sebességet 20, legfeljebb 21 tengeri mérföldre fokozni. Az elmúlt év tapasztalatai alapján a 21 tengeri mérföldes sebességet nem lehetett hosszabb ideig tartani.

Az ellenfél tüzérségi szempontból is jelentősen erősebb volt. A Kennet 4 darab 7,6 cm-es, 40-es kaliberhosszúságú gyorstüzelő ágyúval rendelkezett, melyeket úgy helyeztek el, hogy 3 löveg tudott sortüzet leadni. A bal oldali löveg hosszabb volt, ezáltal a gyorsulása is hosszabb volt, ami által a pontossága is nagyobb volt. Ezzel a tüzérséggel szemben csak 2 öregebb 5 cm-es, 40-es kaliberhosszúságú gyorstüzelő ágyú állt szemben az S.  90-en. Emellett az angol lövedékek súlya jelentősen nagyobb volt mint a németeké, 5,6 kg az 1,75 kg-mal szemben.

Az S. 90 számára előnyös volt előrébb elfoglalt pozíció, ami a jobbra tett 2 vonásos [22,5°] kanyarodás után az összecsapás egész ideje alatt megmaradt. Továbbá a harc kezdetekor a távolság 4000 méter volt, ami a tapasztalataink szerint a torpedónaszádok közötti összecsapáshoz túl nagy és emiatt kevés az esély a sikerre. A német naszádtípus rövid és alacsony formája is kis célpontként szolgált az ellenfél számára, míg a Kennet a magas hajóorrával és az ahhoz csatlakozó híddal jelentősen nagyobb célfelületet kínált.
Az ütközet menete:
Az ellenfél előbb folyamatos sortüzeket lőtt, melyek jól ültek. Az S. 90-et egy ideig teljesen fedték az ellenséges lövedékek [vízben való] becsapódásai. Rövidek és hosszúak voltak, közel a naszádhoz. Az ellenség orrlövege úgy tűnt, hogy a hajó elejét vette célba, mivel rövid egymás után két becsapódás lett észlelve, melyek olyan közel érkeztek a hajóorr elé, hogy a felcsapó vízpermet a híd személyzetének az arcába vágott.

Feltűnő volt azonban, hogy az ellenséges gránátok becsapódáskor nem robbantak fel. A röviden érkező lövések esetében több megpattanó lövedék volt észlelhető, melyek a becsapódás után átrepültek a naszád felett. Ennek során egyértelműen kivehető volt a teljesen ép lövedéktest.

Ennek ellenére a szituáció kritikus volt. A becsapódások után bármelyik pillanatban várható volt egy találat. Amennyiben kedvezőtlen helyen érte volna a naszádot, akkor nagyobb vízbetöréssel és a hajtóművet érő károkkal lehetett számolni, ami a naszád sebességét és manőverezhetőségét kedvezőtlenül befolyásolhatták. Míg az ellenfél kedvezőtlen [tényleges károkat okozó] találatok elszenvedése esetén, melyeket az S. 90 [a gyenge fegyverzetével] okozhatott neki, bármikor visszavonulhatott az őt követő naszádokhoz, addig a német naszád rá volt utalva a part menti erődökre, elsőként a Huitschenhukra, melynek a hatóköre azonban az összecsapás kezdetekor még 10 – 12 tengeri mérföld távolságra volt.

A "Jaguar" látszólag befutott a belső révhez és még ha azonnal ki is futott volna, nem segíthetett volna már a naszádon. Mindjárt az összecsapás elején találatot észleltünk elől a hídja magasságában. Az eseménynek nem tulajdonítottam jelentőséget, mivel az ellenfél a sebessége csökkentése nélkül haladt tovább. A tüzelést is ugyanolyan hevességgel folytatta.
Az ütközet második fázisa:
6,30 órakor az S. 90 2,5 tm távolságra bal oldalával elhaladt a Taikungtau-sziget mellett. Ettől a szigettől a helyzetem enyhülését (javulását) vártam, mivel az ellenfél útjában volt. Az eredeti útvonala alapján messze a jobb oldalán kellett volna hagynia. Ez az oldal azonban az ottani szirtek miatt veszélyes volt. Így tehát iránymódosítás mellett kellett döntenie, ami a középső és a hátsó lövegét a tüzeléssel való felhagyásra kényszerítené. Ezt az iránymódosítást 6,35 órakor valóban végrehajtotta. Élesen jobbra kanyarodott és ez idő alatt csak az orrlövegével tudta folytatni a tüzelést. Ezután visszatért az eredeti haladási irányára, hogy mind a 3 lövegét használhassa.

	Az iránymódosítás miatt a két naszád egymáshoz viszonyított helyzete eltolódott. A Kennet ekkor még hátrébb került, mint volt az összecsapás elején. Az S. 90 bal oldalon elől lévő lövegének fel kellett hagynia a tüzeléssel, mivel nem lehetett ehhez megfelelő szögben állítani.

	Csak a kettős irányváltás után sikerült csak az ellenfélnek ismét közelebb kerülnie. A bal oldali lövege ismét tüzet nyithatott.

A nagyobb sebesség lehetővé tette az ellenfél számára, hogy a kezdeti távolságot az ütközet során 1200 méterrel csökkentse.

A kommandált távolságok az ütközet ezen szakaszában 28-30 hm-et [2800 – 3000 m] tettek ki.
Az ütközet vége:
6,45 óra körül a Kennet elhaladt a Taikungtau-szigetcsoport mellett és a Huitschenhuk erőd lövegeinek hatóköre felé közeledett. Hirtelen élesen irányváltásba kezdett és visszafordult. Az összecsapást megszakította és nagy sebességgel az őt követő csoport felé vonult vissza.

Az "S. 90" szintén beszüntette a tüzelést és a Maitau-fok felé vette az irányt.

Röviddel rá érkezett szikratávírón a kormányzat üzenete: "Befutni."

A lőszerfelhasználás 262 gránátot tett ki. Éppen ilyen magas, talán még magasabb lehetett a lőszerfelhasználás mértéke az ellenfél részéről.

Az "S. 90" emberveszteség és károsodás nélkül jött ki az egyenlőtlen harcból. Csak az árbóc leghátsó tarcskötelét ütötte át egy kis repeszdarab.

A legénység minden harállásponton és a gép- és kazántermekben nagy energiával és rettenthetetlenséggel dolgozott és mindvégig kiválóan tartotta magát.

A "Lauting" aknarakó gőzös késve futott ki és az ágyútüzet észlelve azonnal visszatért.

A következő hét folyamán kormányzat parancsnokságának a Császári Követség következő telegramját küldték: "Az S. 90 által tűz alá vett rombolónak 3 halottja, 3 sebesültje volt."

Az elesettek között volt a parancsnok, aki néhány nappal később a sebesüléseibe halt bele.

Privát értesülésekből, melyek teljes mértékben hihetőek, ismeretes, hogy az összecsapás után a Kennet elülső részén és az elülső kéményén jelentős mennyiségű lövedék ütötte lyuk volt látható.

Az ellenséges naszád kiállása a személyes benyomásom szerint teljes elismerést érdemel. Nagyon energikusan és jól vezették.
s. k. Brunner”

„BRIT ROMBOLÓ AKCIÓBAN
A sajtóiroda ma hajnali 1 órakor a következőket adta hírül :– 

A Kínában állomásozó erők főparancsnokának állítása szerint szombaton a Kennet romboló, miközben üldözte a német S 90 rombolót, túl közel került a csingtaói tüzérségi üteghez és ennek során az alábbi emberveszteséget szenvedte. A Kennet jelentősen nem károsodott.
Elesett.

John Armstrong, A.B., J 3996. 

P.O. David James, 183045. 

John James Ryan, A.B., SS 3609.
Súlyosan sebesült.

Amos Arthur Barton, A.B., J 5016. 

Albert Edward Lane, A.B., 211520. 

Alfred Shute, Stoker, 1st Cl., K 8282.
Könnyű sérült.

Thomas John Alderman, A.B., J 5475. 

William Ambrose Bryant, Stoker, 1st Cl., K 8302. 
 
Sidney George East, Stoker, 1st Cl., K 7444. 

Allen Thomas Thurston, Chief Stoker, 284846.”